# هيروشي يامامورا
هيروشي يامامورا (باليابانية: 山村浩) هو ضابط ياباني، ولد في 30 يناير 1962.